# Escuela de Londres (pintura)
La Escuela de Londres fue un movimiento libre de pintores del siglo XX, con base principalmente en Londres, interesados en la pintura figurativa, en contraste con la abstracción, el minimalismo y el conceptualismo que dominaban en ese momento.

## Características
La Escuela de pintores de Londres persiguió un arte centrado en una especie de forma figurativa perdida, del Realismo artístico de posguerra, que reflejaba las formas, las personas y el mundo que las rodeaba, sin llegar al realismo fotográfico. El término resonó independientemente del hecho de que no hubo acuerdo sobre cómo debería ser esta nueva pintura figurativa, ya que los estilos pictóricos del grupo fueron marcadamente diferentes. Desde la pincelada violenta y desgarrada presentada por Francis Bacon y Michael Andrews, hasta la figuración más explícita de Lucian Freud y David Hockney. 
El hilo común que mantuvo unido al grupo de Londres no es tanto la forma explícita de su expresión, como una apreciación compartida por la tradición y la historia de la pintura figurativa en una época dominada por la pintura abstracta. En ese momento, esta nueva ola de pintura figurativa fue muy controvertida, posicionándose en contra del dominio de la abstracción, el minimalismo y el conceptualismo, violando los códigos herméticos sagrados que definían estas formas de arte.
Entre los pintores asociados con la Escuela de Londres se incluyen Michael Andrews, Frank Auerbach, Francis Bacon, Lucian Freud, David Hockney, Howard Hodgkin, R. B. Kitaj, Anne Dunn o Leon Kossoff.
El término 'Escuela de Londres' se utilizó por primera vez en el catálogo de una exposición de R. B. Kitaj en 1976 en la Hayward Gallery, donde Kitaj escribía:

Existen personalidades artísticas en esta pequeña isla, más únicas y fuertes, y creo que más numerosas que en cualquier parte del mundo fuera del estremecedor vigor artístico de Estados Unidos. Hay diez o más personas en esta ciudad, o no muy lejos, de categoría mundial, incluidos mis amigos de la persuasión abstracta. De hecho, creo que hay una Escuela de Londres sustancial ... Si algunas de las personalidades extrañas y fascinantes que pude encontrar aquí recibieran una fracción de la atención internacional y aliento, reservado en esta época estéril al vanguardismo provincial y ortodoxo, la Escuela de Londres podría ser más real que la que he construido en mi cabeza. Una escuela del verdadero Londres en Inglaterra, en Europa ... con potentes lecciones de arte para los extranjeros que emergen de este extraño, antiguo y singular lugar.